# Zoltán Tisza
Zoltán Tisza (* 24. Februar 1967 in Budapest) ist ein ehemaliger ungarischer Radrennfahrer, der vorwiegend im Cyclocross aktiv war.

## Sportlicher Werdegang
Zoltán Tisza trat von 2006 bis 2013 vorrangig bei verschiedenen US-amerikanischen Crossrennen in Erscheinung. Zweimal nahm er an den ungarischen Meisterschaften teil: 2009 wurde er ungarischer Meister im Cyclocross der Eliteklasse, 2011 Zweiter hinter dem Sieger Szilárd Buruczki. Bei den Cyclocross-Weltmeisterschaften im niederländischen Hoogerheide belegte er den 58. Platz von 64 Fahrern. 
Von 2008 bis 2010 war Tisza Mitglied im Continental Team P-Nívó Betonexpressz 2000 Corratec, mit dem er an Straßenradrennen teilnahm, jedoch ohne nennenswerte Ergebnisse blieb.
2013 wurde Tisza letztmalig in den Ergebnislisten der UCI geführt.

## Erfolge
2009
- Ungarischer Meister – Cyclocross

## Teams
- 2008 P-Nívó Betonexpressz 2000 Corratec
- 2009 Betonexpressz 2000-Limonta
- 2010 Tecnofilm-Betonexpressz 2000